# Katarzyna Zillmann
Katarzyna Zillmann (Toruń, 26 de julho de 1995) é uma remadora polonesa, medalhista olímpica.

## Carreira
Zillmann conquistou a medalha de prata nos Jogos Olímpicos de Verão de 2020 em Tóquio com a equipe da Polônia no skiff quádruplo feminino, ao lado de Agnieszka Kobus, Marta Wieliczko e Maria Sajdak, com o tempo de 6:11.36. Em agosto de 2021, ela foi condecorada com a Cruz de Cavaleiro da Ordem da Polônia Restituta.